# Théâtre Antoine - Simone-Berriau
 (septembre 2022).
Le théâtre Antoine - Simone-Berriau, souvent simplement appelé le théâtre Antoine, est un théâtre situé au 14, boulevard de Strasbourg, dans le 10e arrondissement de Paris.
Depuis le 20 novembre 1989, le théâtre Antoine est inscrit au titre des Monuments historiques.

## Historique
C'est sous le nom de théâtre des Menus-Plaisirs, inspiré des Menus-Plaisirs du roi, service de la Maison du roi responsable sous la monarchie française de l'organisation des cérémonies, fêtes et spectacles de la cour, que la salle est inaugurée en 1866, sur ce qui s'appelait encore le boulevard de Sébastopol, à l'emplacement du café-concert Le XIXe siècle. 
Successivement appelée théâtre des Arts puis Opéra-Bouffe, la salle est reconstruite en 1881 et prend le nom de Comédie-Parisienne. Redevenue théâtre des Menus-Plaisirs en 1882, elle accueille la troupe du Théâtre-Libre d'André Antoine de 1888 à 1894. Après un court séjour à l'Odéon durant lequel le théâtre est administré par le comédien Larochelle, Antoine reprend la direction de la salle qu'il rebaptise théâtre Antoine en 1897.
Lui succèdent Firmin Gémier en 1906, René Rocher en 1928 et Marcel Paston en 1934. Celui-ci installe la première scène tournante parisienne. 
En 1943, la comédienne Simone Berriau prend la direction du théâtre. Elle y fera jouer toute l'œuvre dramatique de Jean-Paul Sartre. Sa fille, Héléna Bossis, lui succède à sa mort en 1984. Assistée de son mari Daniel Darès, elle monte de nombreuses pièces, de Lily et Lily avec Jacqueline Maillan (1985) au Dieu du carnage de Yasmina Reza (2008).
Après le décès de son épouse en août 2008, Daniel Darès continue à diriger seul le théâtre. Il y présente des pièces telles que le controversé Désolé pour la moquette de Bertrand Blier en 2010, César, Fanny, Marius d'après Marcel Pagnol avec Francis Huster et Jacques Weber, ou encore une adaptation de La Vie parisienne par Alain Sachs, jusqu'à sa mort le 21 avril 2011.
En 2010, cinquante théâtres privés de Paris réunis au sein de l’Association pour le soutien du théâtre privé (ASTP) et du Syndicat national des directeurs et tourneurs du théâtre privé (SNDTP), dont fait partie le théâtre Antoine, décident de se renforcer grâce à une nouvelle enseigne, symbole du modèle historique du théâtre privé : les “Théâtres parisiens associés”.
Le 28 juillet 2011, Laurent Ruquier et Jean-Marc Dumontet acquièrent la société de gestion du théâtre Antoine. Les murs du théâtre demeurent la propriété de la famille Darès-Bossis. Ruquier revend ses parts de la société en 2019.

Théâtre Antoine - Simone-Berriau
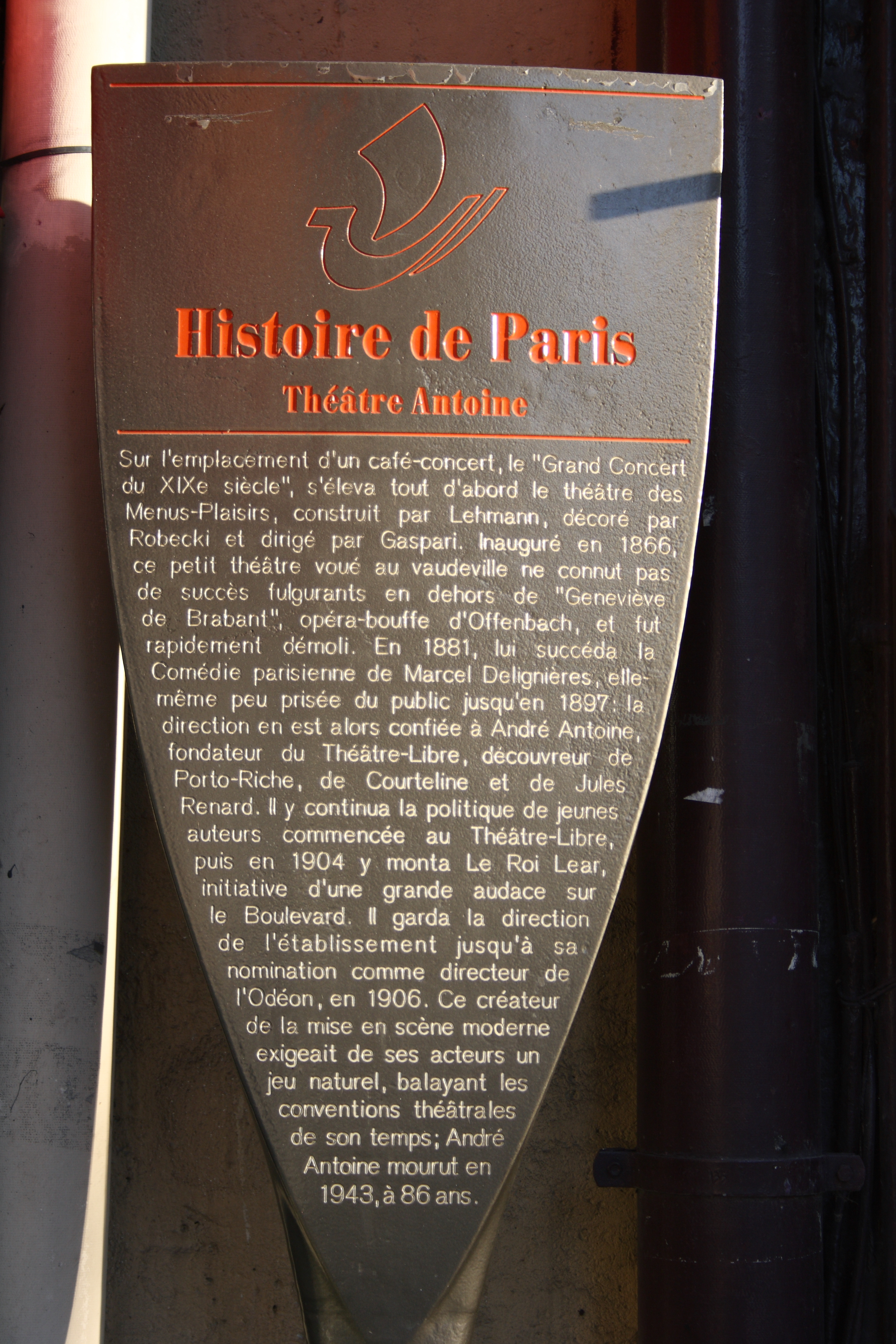
Panneau Histoire de Paris.
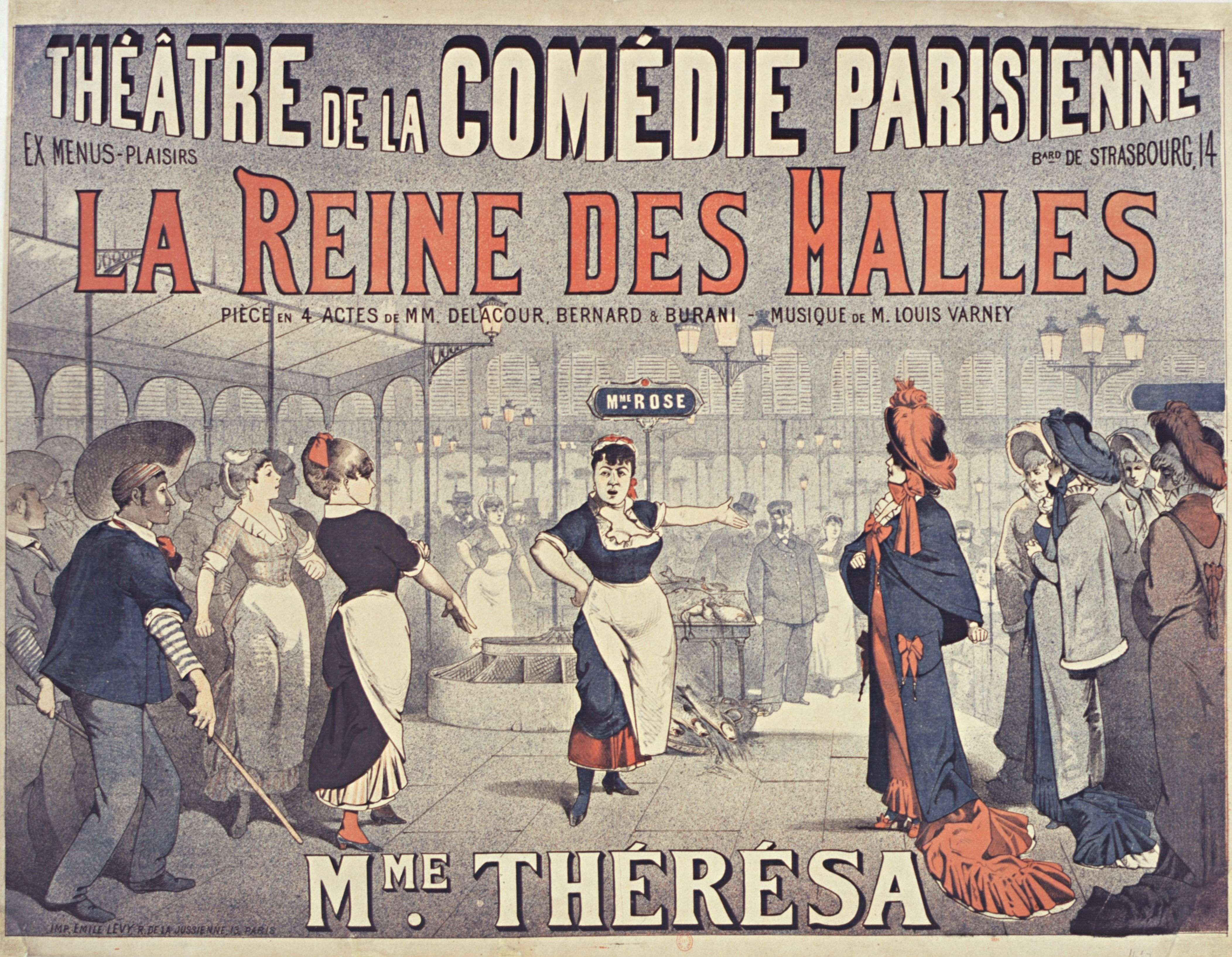
La Reine des halles au théâtre de la Comédie-Parisienne (1881).
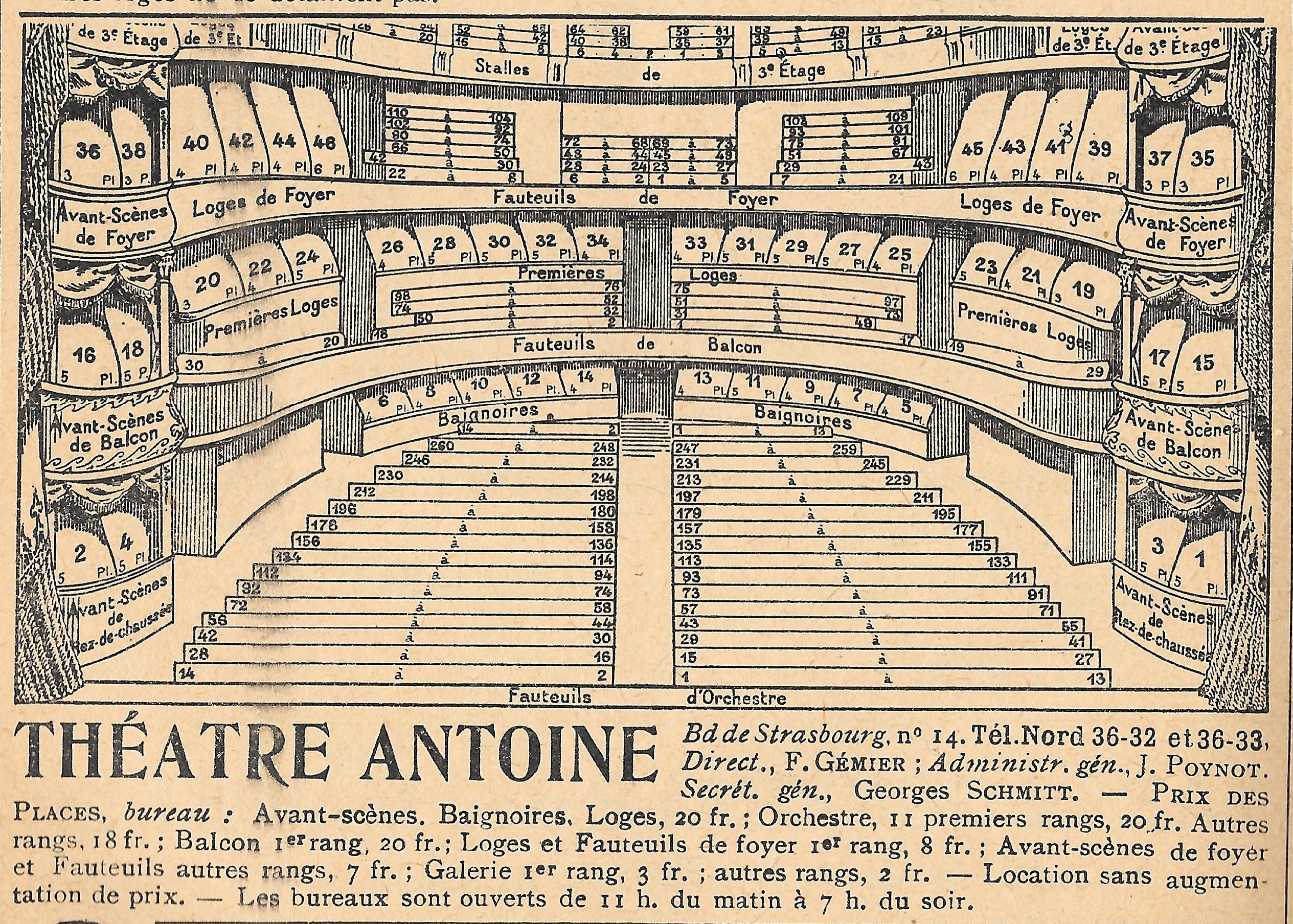
Plan du théâtre Antoine en 1925 avec prix des places et administration.

## Pièces représentées
Source : Collection des programmes de l'Association de la régie théâtrale à la Bibliothèque historique de la ville de Paris

### Jusqu'en 1899
- 1889 : L'Étudiant pauvre opérette de Carl Millöcker, adaptation française de Alfred Hennequin et Albin Valabrègue
- 1891 : Le Canard sauvage d'Henrik Ibsen (création française)
- 1892 : Les Tisserands de Gerhart Hauptmann, mise en scène André Antoine, avec Firmin Gémier
- 1893 : Boubouroche de Georges Courteline, mise en scène André Antoine
- 1897 : Le Repas du lion de François de Curel, mise en scène André Antoine, avec Firmin Gémier et André Antoine
- 1897 : Blanchette d'Eugène Brieux, mise en scène André Antoine, avec Firmin Gémier et André Antoine
- 1897 : Boubouroche de Georges Courteline, mise en scène André Antoine, avec Firmin Gémier
- 1898 : La Cage de Lucien Descaves, mise en scène André Antoine, avec Firmin Gémier et André Antoine
- 1898 : Résultats des courses d'Eugène Brieux, mise en scène André Antoine, avec Firmin Gémier] et André Antoine
- 1899 : Le gendarme est sans pitié de Georges Courteline et Édouard Norès, mise en scène André Antoine, avec Firmin Gémier
- 1899 : Le Père naturel de Paul Charton et Ernest Depré, mise en scène André Antoine, avec Firmin Gémier et André Antoine
- 1899 : La Nouvelle Idole de François de Curel, mise en scène André Antoine, avec Firmin Gémier et André Antoine
- 1899 : L'Avenir de Georges Ancey, mise en scène André Antoine, avec Firmin Gémier et André Antoine
- 1899 : Les Gaietés de l'escadron de Georges Courteline et Édouard Norès, mise en scène André Antoine, avec Firmin Gémier

### Années 1900
- 1900 : La Clairière de Lucien Descaves et Maurice Donnay, avec Firmin Gémier et André Antoine
- 1900 : Poil de carotte d'après Jules Renard
- 1901 : La Terre d'après Émile Zola
- 1901 : Les Balances de Georges Courteline, mise en scène André Antoine
- 1902 : Boule de Suif d'après Guy de Maupassant
- 1903 : La Paix chez soi de Georges Courteline, mise en scène André Antoine
- 1904 : Le Roi Lear de William Shakespeare, avec André Antoine
- 1905 : Le Patrimoine d'Ambroise Janvier de La Motte, avec Firmin Gémier
- 1906 : Chez les Zoaques de Sacha Guitry, mise en scène ?

Mises en scène Firmin Gémier
- 1906 : La Vie publique d'Émile Fabre
- 1906 : Les Gaietés de l'escadron de Georges Courteline et Édouard Norès
- 1906 : Médor d'Henri Malin
- 1906 : Le Portefeuille d'Octave Mirbeau
- 1906 : Biribi de Georges Darien et Marcel Lauras
- 1906 : Daisy de Tristan Bernard
- 1907 : Le Bluff de Georges Thurner
- 1907 : La Petite Dame du second de Vincent Hyspa et André Mycho
- 1907 : Anna Karénine d'Edmond Guiraud d'après Léon Tolstoï
- 1907 : Timon d'Athènes d'Émile Fabre
- 1907 : La Rabouilleuse d'Émile Fabre d'après Honoré de Balzac
- 1907 : Les Âmes ennemies de Paul Hyacinthe Loyson
- 1907 : La Sacrifiée de Gaston Devore
- 1907 : Maman Robert de Guillaume Sabatier
- 1907 : Terre d'épouvante d'André de Lorde et Eugène Morel
- 1907 : Monsieur Codomat de Tristan Bernard
- 1907 : L'Homme rouge et la femme verte de Hugues Delorme et Armand Numès
- 1907 : Cœur à cœur de Romain Coolus
- 1907 : Le Fanion de Paul Ginisty
- 1907 : Zizi d'Edmond Guiraud
- 1907 : Sherlock Holmes de Pierre Decourcelle d'après Arthur Conan Doyle
- 1907 : Ubu roi d'Alfred Jarry
- 1908 : L'Auberge rouge de Serge Basset
- 1908 : Répudiée de Louise Dartigue
- 1908 : L'Oreille fendue de Lucien Népoty
- 1908 : Les Vainqueurs d'Émile Fabre
- 1909 : Les Jumeaux de Brighton de Tristan Bernard
- 1909 : La Dette de Gabriel Trarieux
- 1909 : Guerre de Robert Reinert
- 1909 : Lorsque l'enfant paraît de Charles Esquier
- 1909 : Le Donataire de Léon Damart
- 1909 : La Clairière de Maurice Donnay et Lucien Descaves
- 1909 : Master Bob, gagnant du Derby d'Henry de Brisay et Marcel Lauras
- 1909 : Papillon, dit Lyonnais le juste de Louis Bénière
- 1909 : Le roi s'ennuie de Gaston Sorbets et Albéric Cahuet

### Années 1910
- 1910 : L'Ange gardien d'André Picard
- 1910 : Le Monsieur au camélia de Jean Passier
- 1910 : 1812 de Gabriel Nigond
- 1910 : L'Ardent Artilleur de Tristan Bernard
- 1910 : La Bête d'Edmond Fleg
- 1910 : Le Cœur d'Angélique d'Edmond Guiraud
- 1910 : La Fille Élisa de Jean Ajalbert
- 1910 : César Birotteau d'Émile Fabre d'après Honoré de Balzac
- 1910 : La Femme et le Pantin de Pierre Frondaie et Pierre Louÿs

- 1911 : Marie Victoire d'Edmond Guiraud
- 1911 : Le Sous-Marin hirondelle de Ath.Moreux et J. Pérard
- 1911 : Vagabond de Richard Fellinger
- 1911 : Perdreau de Robert Dieudonné
- 1911 : Petite Bourgeoise d'André de Lorde
- 1911 : Le Bonheur d'Albert Guinon
- 1911 : L'Eternel Mari d'Alfred Savoir et Fernand Nozière d'après Fiodor Dostoïevski
- 1911 : Moïse d'Edmond Guiraud

- 1912 : Les Petits de Lucien Népoty
- 1912 : Monsieur Ducaty de Maurice Desvallières et Lucien Gleize
- 1912 : L'Arlésienne d'Alphonse Daudet
- 1912 : Une affaire d'or de Marcel Gerbidon
- 1912 : Le Mirage de Léon Madart
- 1912 : Grégoire d'Henri Falk
- 1912 : Crédulités de Louis Bénière
- 1912 : Les Singes d'Albert Keyser et Charles Martel
- 1912 : L'Homme qui assassina d'après Claude Farrère et Pierre Frondaie

- 1913 : Le Chevalier au masque de Paul Armont et Jean Manoussi
- 1913 : L'Entraineuse de Charles Esquier
- 1913 : Le Procureur Hallers d'Henry de Gorsse et Louis Forest d'après Paul Lindau
- 1913 : Anatole d'Étienne Garnier

- 1914 : Pour l'honneur vers la gloire de Georges Fabri
- 1914 : Un grand bourgeois d'Émile Fabre
- 1914 : La Force de mentir de Tristan Bernard et Gabriel Marullier
- 1914 : La Tontine de Paul Armont et Marcel Gerbidon
- 1914 : Poussière d'Henri-René Lenormand
- 1914 : L'Honnête Fille de Gabriel Nigond

- 1916 : L'École du piston de Tristan Bernard
- 1916 : Une amie d'Amérique de Hanswyck et Wattyne
- 1916 : Le Crime de Sylvestre Bonnard de Pierre Frondaie

- 1917 : Monsieur Beverley de Walter Hackett
- 1917 : Le Marchand de Venise de William Shakespeare
- 1917 : Les Butors et la Finette de François Porché

- 1918 : Antoine et Cléopâtre de William Shakespeare
- 1918 : La Mégère apprivoisée de William Shakespeare

Mises en scène Lugné-Poe
- 1911 : Sur le seuil de Georges Battanchon
- 1911 : Un médecin de campagne d'Henry Bordeaux et Emmanuel Dénarié
- 1911 : Les Oiseaux de Fernand Nozière d'après Aristophane
- 1912 : Anne ma sœur de Jean Auzanet
- 1912 : La Charité s.v.p. de William Speth
- 1912 : Futile de François Bernouard
- 1912 : Le Visionnaire de Jean-Jacques Renaud
- 1912 : Ce bougre d'original de Gabriel Soulages
- 1912 : Le Candidat Machefer de Charles Hellem et Pol d'Estoc, d'après une nouvelle d'Émile Faguet
- 1912 : Ariane blessée de Maurice Allou
- 1912 : Les Derniers Masques d'Arthur Schnitzler
- 1913 : Hamlet de William Shakespeare
- 1914 : La Danse des fous de Leo Birinski

Autres spectacles
- 1912 : Impressions d'Afrique de Raymond Roussel, lecture organisée au printemps par Guillaume Apollinaire

- 1915 : Lecture faite aux enfants par le journal Reims à Paris pour les déplacées de la ville de Reims.

### Années 1920
- 1920 : L'Admirable Crichton d'Alfred Athys, avec Firmin Gémier
- 1921 : La Bataille d'après Claude Farrère, avec Firmin Gémier
- 1922 : Locus Solus de Raymond Roussel et Pierre Frondaie, mise en scène Maurice Fouret
- 1928 : J'ai tué de Léopold Marchand, mise en scène René Rocher
- 1929 : L'Ennemie d'André-Paul Antoine, mise en scène René Rocher

### Années 1930
- 1930 : Bobard de Jean Sarment, mise en scène René Rocher
- 1930 : La Petite Catherine d'Alfred Savoir, mise en scène René Rocher
- 1933 : Trois pour 100 de Roger-Ferdinand, mise en scène Gabriel Signoret
- 1937 : Numance de Miguel de Cervantes, mise en scène Jean-Louis Barrault

### Années 1940
- 1942 : Georgius
- 1942 : Son voile qui volait comédie hongroise de V Solt et Bekely, adaptation Michèle Lahaye
- 1943 : À la gloire d'André Antoine de Sacha Guitry, avec Yvonne de Bray
- 1944 : Tess d'Urberville de Roger-Ferdinand d'après Thomas Hardy, mise en scène Jean Marchat
- 1946 : Dix petits nègres d'Agatha Christie, adaptation française de Pierre Brive et Meg Villars, mise en scène Roland Piétri
- 1946 : Morts sans sépulture de Jean-Paul Sartre, mise en scène Jean-Paul Sartre et Michel Vitold, avec Michel Vitold et Alain Cuny, 8 novembre (création)
- 1946 : La Putain respectueuse de Jean-Paul Sartre, mise en scène Julien Bertheau et Jean-Paul Sartre, avec Héléna Bossis, 8 novembre (création)
- 1948 : Les Mains sales de Jean-Paul Sartre, mise en scène Pierre Valde avec la collaboration de Jean Cocteau, avec André Luguet et François Périer, 2 avril (création)
- 1949 : Le Petit Café de Tristan Bernard, avec Bernard Blier et Marie Dubas

### Années 1950
- 1950 : Fric-Frac d'Édouard Bourdet, avec Michel Simon et Jacqueline Porel, mise en scène de Simone Berriau
- 1950 : Harvey, avec Fernand Gravey
- 1951 : Oncle Harry de Thomas Job, adaptation de Marcel Dubois et Jacques Feyder, mise en scène Jean Marchat
- 1951 : Le Diable et le Bon Dieu de Jean-Paul Sartre, mise en scène Louis Jouvet[9], décors de Félix Labisse, avec Pierre Brasseur, Maria Casarès et Jean Vilar (création)
- 1952 : Les Compagnons de la marjolaine de Marcel Achard avec Arletty, Bernard Blier et Melina Mercouri
- 1953 : L'Heure éblouissante d'Ana Bonacci, adaptation d'Henri Jeanson, avec Pierre Blanchar, Suzanne Flon et Jeanne Moreau
- 1954 : La main passe de Georges Feydeau, avec André Luguet
- 1955 : Nekrassov de Jean-Paul Sartre, mise en scène de Jean Meyer, décors de Jean-Denis Malclès avec Michel Vitold, Armontel, Jean Parédès, Jean Le Poulain (création)
- 1955 : Anastasia, avec Juliette Gréco et Jean Le Poulain
- 1956 : La Famille Arlequin de Claude Santelli, avec la compagnie Jacques Fabbri
- 1956 : L'Ombre de Julien Green, mise en scène de Jean Meyer, avec Renée Devillers, Jacques Castelot, Jean Chevrier et Jean-Louis Trintignant
- 1956 : La Chatte sur un toit brûlant de Tennessee Williams, première mise en scène en France de Peter Brook, avec Jeanne Moreau et Paul Guers
- 1957 : La Famille Hernandez de Geneviève Baïlac
- 1958 : Vu du pont d'Arthur Miller, adaptation de Marcel Aymé, mise en scène de Peter Brook, avec Raf Vallone et Lila Kedrova
- 1959 : Les Possédés de Fiodor Dostoïevski, adaptation d'Albert Camus, avec Pierre Blanchar, Tania Balachova, Pierre Vaneck, Michel Bouquet, Alain Mottet, Charles Denner et Roger Blin

### Années 1960
- 1960 : Le Zéro et l'Infini d'Arthur Koestler avec Raymond Pellegrin et Héléna Bossis
- 1960 : Gigi de Colette, avec Gaby Morlay, et Françoise Dorléac
- 1960 : L'Idiote de Marcel Achard, avec Jean-Pierre Cassel et Annie Girardot
- 1962 : Turlututu de Marcel Achard, avec Robert Lamoureux
- 1963 : Six hommes en question de Frédéric Dard, avec Robert Hossein
- 1963 : Mary-Mary, avec Maria Mauban, Roger Pierre et Jean-Marc Thibault
- 1964 : Machin-Chouette de Marcel Achard, avec Jean Richard, Robert Dhéry et Colette Brosset
- 1965 : Comme un oiseau, avec Danielle Darrieux
- 1965 : Andorre de Max Frisch, mise en scène de Gabriel Garran, avec Gérard Desarthe et Marie-Christine Barrault (coproduction avec le théâtre de la Commune d'Aubervilliers)
- 1965 : Le Boy-friend, comédie musicale de Sandy Wilson adaptée par Jean-Loup Dabadie, mise en scène Jean-Christophe Averty et Dirk Sanders
- 1966 : La prochaine fois, je vous le chanterai de James Saunders, mise en scène Claude Régy, avec Delphine Seyrig, Jean Rochefort, Henri Garcin, Michel Bouquet, Sami Frey, Claude Piéplu, Jean-Pierre Marielle
- 1966 : Se trouver de Luigi Pirandello, mise en scène Claude Régy, avec Delphine Seyrig, Jean Rochefort, Henri Garcin, Michel Bouquet, Sami Frey, Claude Piéplu, Jean-Pierre Marielle et Mary Marquet
- 1967 : Rosencrantz et Guildenstern sont morts de Tom Stoppard, mise en scène Claude Régy, avec Delphine Seyrig, Jean Rochefort, Henri Garcin, Michel Bouquet, Sami Frey, Claude Piéplu, Jean-Pierre Marielle
- 1967 : L'Anniversaire de Harold Pinter, mise en scène Claude Régy, avec Delphine Seyrig, Jean Rochefort, Henri Garcin, Michel Bouquet, Sami Frey, Claude Piéplu, Jean-Pierre Marielle, Bernard Fresson et Michaël Lonsdale
- 1967 : Arlequin, serviteur de deux maîtres de Carlo Goldoni par le Piccolo Teatro di Milano
- 1968 : Un amour qui ne finit pas d'André Roussin
- 1968 : La Moitié du plaisir avec Robert Hossein
- 1968 :  Trois hommes sur un cheval avec Robert Dhéry et Colette Brosset
- 1968 : Le Jardin des délices de Fernando Arrabal, mise en scène Claude Régy, avec Delphine Seyrig, Bernard Fresson et Jean-Claude Drouot

### Années 1970
- 1970 : Un sale égoïste de Françoise Dorin avec Paul Meurisse, Béatrice Bretty, Michel Roux et Claude Gensac (600 représentations)[10]
- 1972 : Tu étais si gentil quand tu étais petit de Jean Anouilh, mise en scène de l'auteur, décor de Jean-Denis Malclès, costumes de Jacques Noël, avec Danièle Lebrun, Claude Giraud, Francine Bergé
- 1972 : Alpha Bêta, adaptation de Marcel Moussy, avec Héléna Bossis et Bruno Cremer
- 1972 : La Soupière de et avec Robert Lamoureux
- 1972 : Le noir te va si bien de O'Hara, adaptation de Jean Marsan et Jean Le Poulain, mise en scène de Jean Le Poulain, décors et costumes de Pierre Clayette, avec Maria Pacôme, Jean Le Poulain et Odette Laure
- 1973 : Vol au-dessus d'un nid de coucou de Dale Wassermann, adaptation de Jacques Sigurd, mise en scène de Pierre Mondy, avec Françoise Christophe, Michel Creton, Michel Auclair et Maurice Barrier
- 1974 : Le Mari, la Femme et la Mort d'André Roussin avec Jacqueline Gauthier, Jacques Morel et Odette Laure
- 1974 : Le Tube de Françoise Dorin, mise en scène de François Périer, décors de Hubert Monloup, avec François Périer, Denise Grey et Pierre Jolivet (634 représentations)
- 1976 : Les Frères Jacques dans un dispositif de Jean-Denis Malclès
- 1976 : Les Parents terribles de Jean Cocteau, mise en scène de Jean Marais, décors de Pace, avec Jean Marais, Madeleine Robinson, Lila Kedrova, François Duval et Caroline Silhol
- 1977 : Je roule pour vous de et avec Raymond Devos
- 1978 : Le Pont japonais de Leonard Spigelgass, adaptation Pierre Barillet et Jean-Pierre Grédy, mise en scène Gérard Vergez,  décors de Jacques Noël, avec Jacqueline Maillan et Marcel Cuvelier (413 représentations)

### Années 1980
- 1980 : Une drôle de vie de Brian Clark, adaptation Éric Kahane, mise en scène Michel Fagadau, avec José-Maria Flotats, Alain Mottet et Héléna Bossis
- 1980 : Une case de vide  de et avec Jacques Martin
- 1980 : Ta bouche, opérette d'Yves Mirande,  lyrics d'Albert Willemetz, musique de Maurice Yvain, mise en scène de Jacques Mauclair avec Patrick Préjean, Bernard Lavalette, Arièle Semenoff, Perrette Souplex, Caroline Cler
- 1980 : Potiche de Pierre Barillet et Jean-Pierre Grédy, mise en scène Pierre Mondy, décor d'André Levasseur, avec Jacqueline Maillan, Jacques Jouanneau,  Pierre Maguelon et Marie-France Mignal (570 représentations)
- 1982 : Coup de soleil de Marcel Mithois, mise en scène Jacques Rosny, décor d'Hubert Monloup, avec Jacqueline Maillan, Jean-Pierre Aumont et Roger Miremont  (500 représentations)
- 1984 : Rire à pleurer de et avec Rufus
- 1984 : Hamlet de Jules Laforgue, adaptation, mise en scène de et avec Francis Huster
- 1984 : Nos premiers adieux avec Roger Pierre et Jean-Marc Thibault
- 1984 : Le Sablier de Nina Companeez, mise en scène de l'auteur, avec Francis Huster, Annick Blancheteau et Martine Chevallier
- 1985 : Lily et Lily de Pierre Barillet et Jean-Pierre Grédy, mise en scène Pierre Mondy, avec Jacqueline Maillan, Jacques Jouanneau et Francis Lemaire
- 1987 : Harold et Maude de Colin Higgins, adaptation Jean-Claude Carrière, mise en scène Jean-Luc Tardieu, avec Denise Grey, Corinne Marchand et Jean-Christophe Lebert
- 1987 : La Taupe de Robert Lamoureux, mise en scène Francis Joffo, avec Robert Lamoureux
- 1988 : Les Cahiers Tango de Françoise Dorin, mise en scène Andréas Voutsinás, avec Guy Tréjan, Nicole Calfan et Jacques Jouanneau
- 1989 : La Ritournelle de Victor Lanoux, mise en scène de l'auteur, avec Sim et Micheline Boudet

### Années 1990
- 1990 : Le Bal de N'Dinga de Tchicaya U Tam'si, mise en scène Gabriel Garran
- 1990 : Adélaïde 90 de Robert Lamoureux, mise en scène Francis Joffo, avec Robert Lamoureux et Danielle Darrieux
- 1990 : Une journée chez ma mère de et avec Charlotte de Turckheim
- 1991 : En conduisant Miss Daisy d'Alfred Uhry, adaptation Pol Quentin, mise en scène Gérard Vergez, avec Tsilla Chelton
- 1991 : Putzi de et avec Francis Huster
- 1992 : L'Amour foot de Robert Lamoureux, mise en scène Francis Joffo, avec Robert Lamoureux et Jacques Balutin
- 1993 : Ma journée à moi de et avec Charlotte de Turckheim
- 1994 : Tartuffe ou l'Imposteur de Molière, mise en scène Jacques Weber, avec Jacques Weber, Roland Blanche, Zabou, Isabelle Nanty et Guillaume de Tonquédec
- 1995 : Un mari idéal d'Oscar Wilde, adaptation Pierre Laville, mise en scène Adrian Brine, avec Anny Duperey, Didier Sandre et Dominique Sanda
- 1997 : La Terrasse de Jean-Claude Carrière, mise en scène Bernard Murat, avec Jean-Pierre Marielle, Anne Brochet, Hippolyte Girardot, Chantal Lauby, Jean-Pierre Darroussin et Roger Dumas
- 1997 : Bel-Ami d'après Guy de Maupassant, adaptation Pierre Laville, mise en scène Didier Long, avec Pierre Cassignard, Geneviève Casile
- 1998 : Un mari idéal d'Oscar Wilde, mise en scène Adrian Brine, avec Christiane Cohendy, Michaël Denard, Aurore Clément et Bernard Alane
- 1998 : Les Mains sales de Jean-Paul Sartre avec Jean-Pierre Kalfon et Charlotte Valandrey
- 1998] : Délicate Balance d'Edward Albee, adaptation Pierre Laville, avec Geneviève Page, Henri Garcin, Geneviève Fontanel, Annick Alane, Anne Consigny et André Falcon
- 1999 : Master Class de Terrence McNally, adaptation Pierre Laville, avec Marie Laforêt
- 1999 : Le Petit Maître corrigé de Marivaux, avec Anne Consigny et Claude Confortès
- 1999 : La Chambre bleue de David Hare, adaptation Michel Blanc, avec Daniel Auteuil et Marianne Denicourt

### Années 2000
- 2000 : Le Cid de Corneille, mise en scène Thomas Le Douarec
- 2000 : Un barrage contre le Pacifique de Marguerite Duras mise en scène Gabriel Garran, avec Marie-Christine Barrault
- 2000 : Trois Versions de la vie de Yasmina Reza, mise en scène Patrice Kerbrat, avec Yasmina Reza, Richard Berry, Stéphane Freiss, Catherine Frot
- 2001 : Madame Sans-Gêne de Victorien Sardou, adaptation Pierre Laville, mise en scène Alain Sachs, avec Clémentine Célarié et Michel Vuillermoz
- 2003 : Le mime Marceau
- 2003 : À chacun sa vérité de Luigi Pirandello, adaptation Huguette Hatem, mise en scène Bernard Murat, avec Niels Arestrup, Gérard Desarthe et Gisèle Casadesus
- 2003 : Visites à mister Green de Jeff Baron, mise en scène Jean-Luc Tardieu, avec Philippe Clay et Thomas Joussier
- 2003 : Knock de Jules Romains, mise en scène Maurice Bénichou, avec Fabrice Luchini (coproduction avec le théâtre de l'Athénée-Louis-Jouvet)
- 2004 : Ondine de Jean Giraudoux, mise en scène Jacques Weber, avec Laetitia Casta, Samuel Jouy, Anne Suarez et Xavier Thiam
- 2005 : La Locandiera de Carlo Goldoni, mise en scène Alain Sachs, avec Cristiana Reali et Pierre Cassignard
- 2006 : Conversations après un enterrement de Yasmina Reza, mise en scène Gabriel Garran
- 2006 : L'Importance d'être Constant d'Oscar Wilde, mise en scène Pierre Laville, avec Lorànt Deutsch et Frédéric Diefenthal
- 2007 : Victor ou les Enfants au pouvoir de Roger Vitrac, mise en scène Alain Sachs, avec Lorànt Deutsch
- 2008 : Le Dieu du carnage de Yasmina Reza, mise en scène de l'auteur, avec Isabelle Huppert
- 2008 : Les Deux Canards de Tristan Bernard et Alfred Athis, mise en scène Alain Sachs, avec Yvan Le Bolloc'h et Isabelle Nanty
- 2009 : César, Fanny, Marius d'après Marcel Pagnol, adaptation et mise en scène Francis Huster, avec Francis Huster et Jacques Weber
- 2009 : Les Deux Canards de Tristan Bernard et Alfred Athis, mise en scène Alain Sachs, avec Emmanuel Patron et Isabelle Nanty
- 2009 : La Vie parisienne de Jacques Offenbach, mise en scène Alain Sachs

### Années 2010
- 2010 : Désolé pour la moquette de Bertrand Blier, mise en scène de l'auteur, avec Myriam Boyer, Anny Duperey
- 2011 : La Vie parisienne de Jacques Offenbach, mise en scène Alain Sachs
- 2011 : Madame Sans Gêne de Victorien Sardou, mise en scène Alain Sachs, avec Clémentine Célarié, 11 juin
- 2011 : Hollywood de Ron Hutchinson, mise en scène Daniel Colas
- 2012 : Harold et Maude de Colin Higgins, adaptation Jean-Claude Carrière, mise en scène Ladislas Chollat, avec Line Renaud, 2 février
- 2012 : Inconnu à cette adresse de Kressmann Taylor, adaptation Michèle Lévy-Bram, mise en scène Delphine de Malherbe
- 2013 : Une heure de tranquillité de Florian Zeller, mise en scène Ladislas Chollat, avec Fabrice Luchini (adaptée au cinéma par Patrice Leconte)
- 2014 : Lecture de Fabrice Luchini. Voyage au bout de la nuit (La Banlieue) de Louis-Ferdinand Céline
- 2014 : Je préfère qu'on reste amis de Laurent Ruquier, mise en scène Marie-Pascale Osterrieth, avec Michèle Bernier et Frédéric Diefenthal
- 2014 : Love Letters de A. R. Gurney, adaptation Alexia Périmony, mise en scène Benoît Lavigne
- 2015 : Fleur de cactus de Pierre Barillet et Jean-Pierre Grédy, mise en scène Michel Fau, avec Catherine Frot, Michel Fau et Mathilde Bisson, 25 septembre
- 2016 : Bernard Mabille de la tête aux pieds de et avec Bernard Mabille, mise en scène Pauline Mabille, 5 septembre
- 2016 : Histoire(s) de et avec Franck Ferrand, mise en scène Eric Metayer, 30 novembre
- 2018 : Pourvu qu'il soit heureux de Laurent Ruquier, avec Francis Huster, mise en scène Steve Suissa, 13 septembre